# Протоортодоксия
Протоортодоксия, протоортодоксальное христианство — направление в раннем христианстве, предшествовавшее христианской ортодоксии. В более старой литературе эта группа часто называлась «ранними католиками» в том смысле, что их взгляды были наиболее близки взглядам более организованной «кафолической» церкви, которая была государственной церковью Римской империи в IV—V веках. Термин «протоортодоксальный» был введён Бентли Лейтоном, исследователем гностицизма и коптологом из Йельского университета, но часто приписывается исследователю Нового Завета Барту Д. Эрману, который популяризировал этот термин, используя его в своих книгах для неакадемической аудитории. Согласно Эрману, когда к концу III века одна из конкурирующих групп стала достаточно сильной, она подавила другие группы и заявила, что её учение всегда было позицией большинства, а её соперники всегда были «еретиками», сознательно отвергнувшими «истинную веру».
Хотя в раннем христианстве было много разнообразных сект и учений, критики позиции преуменьшения значимости протоортодоксов (например, Ларри У. Хуртадо) обычно утверждают, что труды кафолических антиересиологов, осуждающих других как еретиков, всё же были по сути точны: по их мнению, из всех христианских групп «протоортодоксы» имеют больше всего точек соприкосновения с непосредственными последователями Иисуса в апостольскую эпоху и христианством I века и действительно были самой распространённой разновидностью христианства уже в ранее время.

## Понятие
По Эрману протоортодоксия — направление христианских верований, которые стали доминирующими в IV веке, но термин относится к периоду до IV века.
Эрман развивает тезис немецкого исследователя Нового Завета Вальтера Бауэра, изложенный в его основной работе «Ортодоксия и ересь в раннем христианстве» (Rechtgläubigkeit und Ketzerei im ältesten Christentum, 1934). Бауэр выдвинул гипотезу, что отцы Церкви, в частности Евсевий в своей «Церковной истории», не дают объективного взгляда на отношения ранних христианских групп. По его мнению, Евсевий представил историю ранних христианских конфликтов таким образом, чтобы легитимизировать победу ортодоксальной партии, которую он сам представлял. Евсевий утверждал, что ортодоксия напрямую вытекает из учений Иисуса и его самых ранних последователей и всегда была точкой зрения христианского большинства. Все другие христианские направления были объявлены им «ересями», то есть поздними преднамеренными искажениями истины, которых придерживалось меньшинство.
Учёные обнаружили большое число неортодоксальных ранних христианских сочинений, которые опровергают традиционный нарратив Евсевия. Бауэр первым предположил, что то, что позже стало известно как «ортодоксия», изначально было всего лишь одной из многих ранних христианских сект, таких как эбиониты, гностики и маркиониты, которая смогла устранить всю свою основную оппозицию к концу III века и утвердиться в качестве ортодоксии на Первом Никейском соборе (325) и последующих вселенских соборах. По словам Бауэра, ранние египетские церкви были в основном гностическими, церкви II века в Малой Азии — преимущественно маркионистскими и т. д. Но церковь в Риме была «протоортодоксальной», по терминологии Эрмана, поэтому, согласно Бауэру, имела стратегическое преимущество перед всеми другими группами из-за своей близости к центру власти Римской империи.
Бауэр утверждает, что по мере того, как римская политическая и культурная элита обращалась в местную форму христианства, эта форма начала использовать свою власть и ресурсы, чтобы влиять на теологию других общин по всей Римской империи, иногда действуя силой. Бауэр приводит Первое послание Климента как ранний пример вмешательства епископа Рима в дела Коринфской церкви с целью навязать ей собственную протоортодоксальную доктрину апостольского преемства и оказать предпочтение одной группе местных церковных лидеров перед другой.

## Характеристика
Протоортодоксальное христианство завещало последующим поколениям четыре Евангелия о жизни, смерти и воскресении Иисуса и двадцать семь книг Нового Завета. Подобно взглядам более позднего халкидонского христианства на Иисуса, протоортодоксы верили, что Христос был как Божеством, так и человеком, полностью Богом и полностью человеком. Они верили в триединую Троицу, что легло в основу традиционной христианской религии.
Важную роль в протоортодоксальном христианстве играло мученичество, примером чего является Игнатий Антиохийский, мученик, погибший в начале II века. Одно из его писем адресовано христианам Рима, в котором он призывает их не вмешиваться в происходящее, поскольку, претерпев мученическую смерть, он достигнет Бога. Протоортодоксальные авторы считали эту готовность умереть за веру одним из признаков своей религии и фактически использовали её в качестве пограничного маркера, отделяющего "истинных верующих", то есть тех, кто соглашался с их теологическими взглядами, от «еретиков». Некоторые из их оппонентов согласились, что это был отличительный пограничный маркер: один из гностических трактатов из Наг-Хаммади, «Свидетельство Истины», занимает прямо противоположную позицию, утверждая, что мученичество за веру это деяние невежественное и глупое. С этой гностической точки зрения Бог, который требует для себя человеческой жертвы, был бы совершенно тщеславным (Испытание Истины 31-37).
Ещё одним аспектом протоортодоксии была структура церкви. Было обычным делом, как и позднее, иметь лидера церкви. Игнатий написал несколько писем в несколько церквей, призывая позволить их лидерам, обычно епископам, решать все проблемы внутри церкви. Он призывал членов церкви слушать епископов во всём: «Будьте подчинены епископу, как заповеди… Мы несомненно обязаны смотреть на епископа как на самого Господа… Вы не должны ничего делать без епископа».
Другой важный аспект протоортодоксального христианства касался его взглядов на евреев и еврейские практики. Важной книгой для протоортодоксии было Послание Варнавы, которое учило, что еврейское толкование Ветхого Завета было неправомерно буквальным. Послание предлагало метафорические толкования как истину, например, о законах, касающихся кашрута, поста и субботы. Кроме того, утверждалось, что Ветхий Завет написан как предсказание пришествия Иисуса, завет Христа заменил завет Моисея, но также говорилось, что «иудеи всегда придерживались ложной веры». Эти темы также развивал апологет II века Иустин Мученик.
Согласно исследователям, идея институционального единства Христианской церкви, постоянно повторяемая ортодоксальными христианскими писателями, не соответствует исторической реальности. В доиндустриальных условиях коммуникации разрозненным и находящимся под запретом домашним культовым группам и общинам было крайне сложно поддерживать и навязывать общие верования и общие литургические практики. «Удивительно, насколько стойким и сильным был этот идеал перед лицом его недостижимости даже в IV веке». Маловероятно, что двадцать домохозяйств типичной общины, или тем более дюжина домохозяйств домашней культовой группы, могли содержать хотя бы одного постоянного, не работающего на стороне священника. Возможно, группа из сорока домохозяйств могла бы это осуществить, особенно при наличии богатого покровителя, но для большинства христианских общин такого размера иерархия из епископа и низшего духовенства была невозможной.

## Развитие

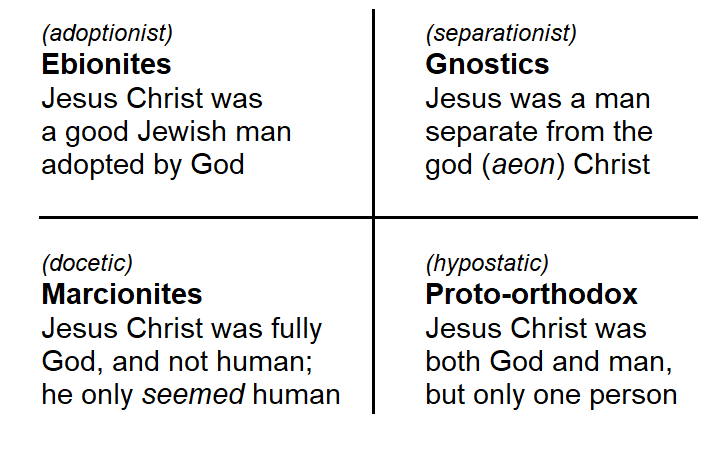
Схема четырёх ранних христианских групп, предложенная Бартом Эрманом

По мнению Эрмана, протоортодоксальные христиане утверждали, что Иисус Христос был как Божеством, так и человеком, был одним существом, а не двумя, и учил своих учеников истине. Эта точка зрения, согласно которой в Иисусе «единство божественного и человеческого» (Ипостасный союз), противоречит как адопционизму (по которому Иисус был только человеком, «усыновлённым» Богом, как верили эбиониты), так и докетизму (Христос был только Божественным и просто казался человеком, как верили маркиониты), а также сепарационизму (в тело Иисуса вошёл эон, который затем отделился от него во время смерти на кресте, как верило большинство гностиков). По Эрману, в канонических евангелиях Иисус характеризуется как еврейский религиозный целитель, который служил самым презираемым людям местной культуры. Сообщения о чудесах были нередки в эпоху Древнего мира, когда большинство людей верило в чудеса или, по крайней мере, в их возможность.

## Критика
Традиционная христианская точка зрения заключается в том, что ортодоксия возникла для кодификации и защиты традиций, унаследованных от самих апостолов. Ларри У. Хуртадо утверждает, что протоортодоксальная преданность Иисусу начала II века в значительной степени направлена на сохранение, продвижение и развитии того, что к тому времени стало традиционным выражением веры и почтения и что возникло в более ранние годы христианского движения. То есть протоортодоксальная вера имела тенденцию утверждать и развивать уже существовавшую традицию. Арланд Хультгрен показал, что корни этой оценки традиций веры глубоко уходят в христианство I века.
Напротив, историк Дэвид Бракке утверждает, что категория «протоортодоксальности» имеет тенденцию скрывать разнообразие взглядов среди христианских мыслителей и групп. Эта категория поддерживает ошибочное ретроспективное мнение, что единая «протоортодоксальная» точка зрения существовала с самого раннего периода истории христианства. Простая оппозиция скрывает разнообразие не только среди не-протоортодоксов, но и среди различных представителей якобы единой протоортодоксии. Учёный писал, что в нескольких важных отношениях протоортодоксальные учителя, такие как Иустин Мученик и Климент Александрийский, были больше похожи на Валентина, чем на Иринея. Христианская и иудейская самодифференциации в этот период были многосторонними. Включение различных форм христианского благочестия в единую категорию «ортодоксии» было фактически достижением постконстантиновской императорской церкви, и даже в ней оно никогда не было полным или окончательным.